# Norra Strö socken
Norra Strö socken i Skåne ingick i Östra Göinge härad, uppgick 1967 i Kristianstads stad och området ingår sedan 1971 i Kristianstads kommun och motsvarar från 2016 Norra Strö distrikt.
Socknens areal är 26,15 kvadratkilometer varav 26,05 land.  År 2000 fanns här 356 invånare. Kyrkbyn Norra Strö vid godset Strö och med sockenkyrkan Norra Strö kyrka ligger i socknen.

## Administrativ historik
Socknen har medeltida ursprung. Före den 1 januari 1886 (ändring enligt beslut den 17 april 1885) var namnet Strö socken.
Vid kommunreformen 1862 övergick socknens ansvar för de kyrkliga frågorna till Strö församling och för de borgerliga frågorna bildades Strö landskommun. Landskommunen uppgick 1952 i Araslövs landskommun som 1967 uppgick i Kristianstads stad som ombildades 1971 till Kristianstads kommun. Församlingen uppgick 2003 i Araslövs församling.
1 januari 2016 inrättades distriktet Norra Strö, med samma omfattning som församlingen hade 1999/2000.  
Socknen har tillhört län, fögderier, tingslag och domsagor enligt vad som beskrivs i artikeln Östra Göinge härad. De indelta soldaterna tillhörde Norra skånska infanteriregementet, Gärds kompani och Skånska husarregementet, Sandby skvadron, Sandby kompani.

## Geografi
Norra Strö socken ligger nordväst om Kristianstad. Socknen är en odlingsbygd med skog i norr.

## Fornlämningar
Från stenåldern finns boplatser. Från bronsåldern finns skålgropsförekomster. Från järnåldern finns ett gravfält.

## Namnet
Namnet skrevs 1404 Strö och kommer från kyrkbyn. Namnet innehåller troligen strö, 'ström, vattendrag' syftande på Vinne å..